# Keiki

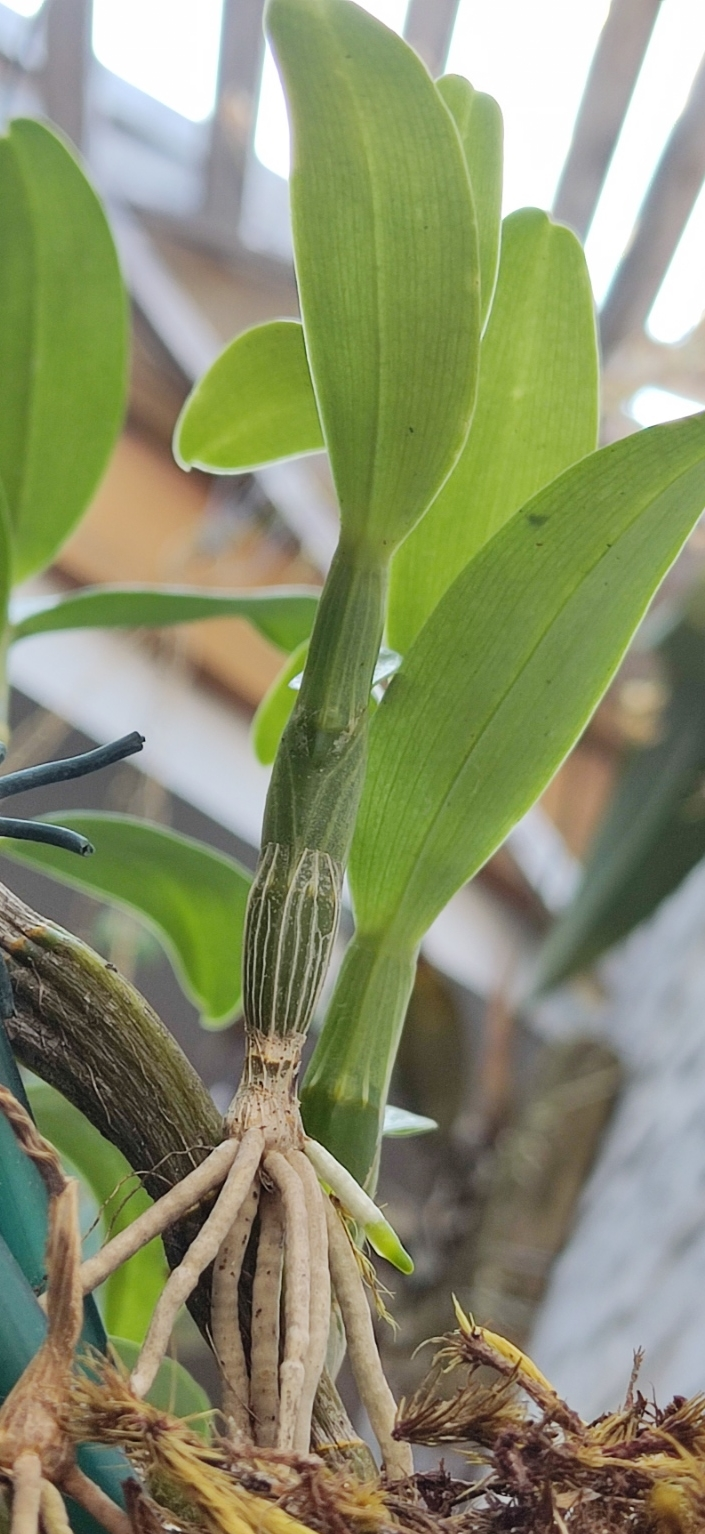
Keiki surgido a partir de uma orquídea Dendrobium nobile ainda ligado a um dos pseudobulbos da planta materna.

Keiki  é um vocábulo de origem havaiana usado para se referir às pequenas mudas enraizadas que possibilitam a reprodução assexuada de algumas espécies de orquídeas, especialmente as plantas dos gêneros Dendrobium, Epidendrum e Phalaenopsis.
Um keiki consiste em um clone geneticamente idêntico à planta mãe, carregando assim todas suas características, inclusive coloração e intensidade do perfume de suas flores.

## Origem do termo
A palavra keiki se inspira no termo utilizado para designar bebês no idioma nativo do Havaí. Nesta linguagem, keiki significa, literalmente, "bebê", "filho" ou "pequeno ser".

## Características
Nas Phalaenopsis, os keikis surgem a partir de nós localizados nas hastes das plantas, ocorrendo após cessada sua floração. O surgimento desses pequenos brotos enraizados podem ser induzidos nas plantas deste gênero por meio da exposição prolongada da planta mãe à elevadas temperaturas na fase final de sua floração.
Por outro lado, nas Dendrobium, os keikis brotam diretamente a partir dos pseudobulbos, crescendo em direção à parte superior da planta, expandindo suas raízes até tocar o substrato. Neste gênero, keikis podem surgir com maior intensidade após a planta ter passado por episódios de poda.
No caso das Epidendrum, existem espécies que apresentam a propensão de formarem keikis a partir das porções superiores dos pseudobulbos, após transcorrido certo tempo de vida do vegetal.
Como os keikis já surgem como clones de plantas adultas, em pouco tempo tornam-se plantas adultas e aptas a florescerem, ao contrário das brotações originadas a partir da germinação de sementes.

### Desenvolvimento

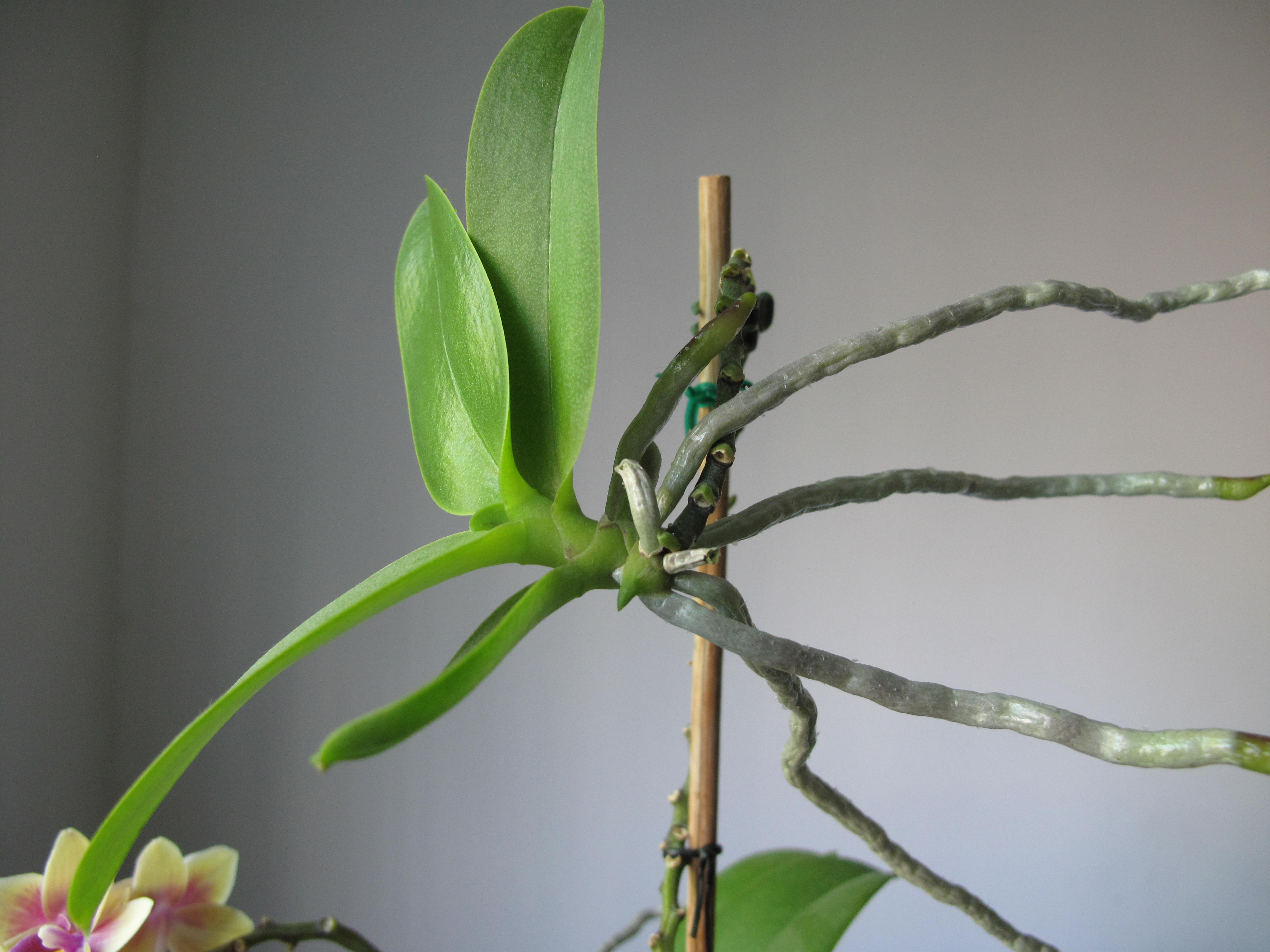
Keiki ligado à haste floral de uma phalaenopsis

O surgimento dos Keikis normalmente ocorrem em resposta à alguns estímulos externos nas orquídeas tais como:
- Adubação: algumas espécies de Dendrobium, respondem ao incremento da presença de compostos nitrogenados, quando aplicados próximos a época da floração. Este excedente de nitrogênio disponível para nutrição da planta pode induzir a formação de keikis, que surgem, muitas vezes, em substituição à floração.[7]
- Morte de gemas basais: a maior parte das orquídeas lançam brotação nova pelas gemas basais do rizoma. Caso ocorra ressecamento ou morte dessas gemas, pode ocorrer estimulo para que as gemas superiores restantes gerem keikis. Desta forma, é comum ao verificar o nascimento de vários keikis quando ocorre a morte da base da planta.[7]
- Indução hormonal: o keiki pode ser formado por meio de indução pela ação de hormônios do tipo citocinina.  Desta forma, ferimentos deliberadamente efetuados nos rizomas ou pseudobulbos podem ativar a produção de hormônios que levam a planta a formar novos keikis.[7]
- Fisiologia da espécie: algumas orquídeas naturalmente formam muitos keikis como, por exemplo, algumas espécies de plantas do gênero Epidendrum.[7]

## Remoção e plantio dos keikis
Caso se deseje obter uma nova planta a partir de um keiki, deve-se aguardar até que o novo broto desenvolva-se de forma suficiente para suportar o transplante ao novo local. O ideal é aguardar até que ele tenha ao menos 7 centimetros com desenvolvimento de, no mínimo, três novas folhas. Este ponto normalmente é atingido entre 6 a 12 meses após o surgimento do keiki.  A retirada precoce do keiki pode levá-lo à morte.
Se estiver em pseudobulbo, você pode optar por removê-lo destacando-o cuidadosamente da planta-mãe com as mãos ou cortando o pseudobulbo com uma lâmina afiada e devidamente esterilizada, deixando-o com o keiki.
Após sua retirada, pode ser transferido para o novo substrato, recebendo os mesmos cuidados necessários para manutenção de qualquer outra orquídea da mesma espécie.